# Хромат лития
Хромат лития — неорганическое соединение, соль металла лития и хромовой кислоты с формулой Li2CrO4, жёлтые кристаллы, растворимые в воде, образует кристаллогидрат.

## Получение
- Растворение оксида хрома(VI) в гидроксиде лития:

{\displaystyle {\mathsf {CrO_{3}+2LiOH\ {\xrightarrow {}}\ Li_{2}CrO_{4}+H_{2}O}}}

## Физические свойства
Хромат лития образует жёлтые кристаллы.
Хорошо растворяется в воде с гидролизом по катиону.
Образует кристаллогидрат состава Li2CrO4•2H2O.

## Химические свойства
- При сплавлении с оксидом лития образует хромат(V) лития:

{\displaystyle {\mathsf {2Li_{2}CrO_{4}+Li_{2}O\ {\xrightarrow {700-800^{o}C}}\ 2Li_{3}CrO_{4}+O_{2}}}}